# Плюшка
Плю́шка — небольшая, сдобная, обычно плоская булочка, завёрнутая спиралью в виде сердечка или любой другой фигуры.

## Этимология
Название произошло от русского диалектного названия трясогузки (плюшка, плишка, плиска), в форме которой могли первоначально выпекаться плюшки. Менее вероятным является происхождение названия от её плоской формы (плющька).

## Виды
В России широкую известность получила московская плюшка, выпускающаяся на предприятиях хлебопекарной промышленности. В её состав входит ванилин, а верх посыпается сахаром. Масса изделия 100 или 200 грамм. Плюшка-улитка с корицей «каннебуллар» — один из самых популярных продуктов экспорта скандинавской кухни.
Другие виды: плюшка с маком, немецкая.
Виды фигур плюшек: сердечко, узорчик, рачок, буква Х, буква З, буква Л.

## Технология изготовления
Приготавливают сдобное дрожжевое тесто. Раскатывают его в пласт толщиной 3—5 мм, смазывают маслом и посыпают сахаром. Сворачивают в плотный рулет и нарезают на дольки. Каждую дольку разрезают пополам, оставляя некоторое расстояние для соединения половинок. Раздвигают половинки в стороны, придавая плюшке уплощённую форму.
Другой способ разделки: тесто разделяют на куски, раскатывают их в пласты, смазывают маслом и посыпают сахаром. Каждый пласт сворачивают отдельным рулетиком и складывают пополам. Надрезают рулетик вдоль его сгиба, оставляя некоторое расстояние для соединения половинок. Раздвигают половинки в стороны, придавая плюшке уплощённую форму.
Разделанные плюшки расстаивают, смазывают яйцом и посыпают орехами или штрейзелем. Выпекают 10—12 минут при 240—250 °C.